# آرینیانو
آرینیانو (به ایتالیایی: Arignano) یک کومونه در ایتالیا است که در استان تورین واقع شده‌است.

## خصوصیات
آرینیانو ۸٫۲ کیلومترمربع مساحت و ۱٬۰۵۷ نفر جمعیت دارد و ۳۲۱ متر بالاتر از سطح دریا واقع شده‌است.

## خواهرخوانده
شهر Comillas خواهرخواندهٔ آرینیانو هست.